# 박선 (조선 선조 시대 무신)
박선(朴宣, 생몰년 미상)은 조선 선조 시대의 무관 관료였던 군인이다.

## 생애

### 주요 이력
경상도 의성에서 출생한 그는 1580년 음서로써 무관 관직에 천거되어 함경도 병마영 조방장에 보임되었으며 3년 후 1583년 여진족 추장이었던 이탕개(尼湯介)가 함경도 경원(慶源)에서 난을 일으키자 그 시절 아직 호군(護軍) 예하 백의종군으로 파직 중에 있었던 그는 직속 상관이었던 오운(吳澐)과 함께 조방장(助防將)으로 재임용되면서 예하 용사 8천여명과 함께 함경도 경원에 진군, 동관진(潼關鎭)에서 이탕개 군사 일당을 토벌하였다.
그러나 1583년 그 해 사헌부로부터 그가 조방장 직위에 재부임하면서 전마(戰馬)를 팔아 곡식을 사사로이 사면서 자신의 서자(첩실 소생 아들)를 위해 곡식을 헌납하고 허통(許通)을 하려 한다는 탄핵을 받고 함경도 병마영 조방장 직위에서 퇴임하였지만 이후 1587년 민심을 잃고 전라좌수사에서 물러난 이천(李薦)을 대신하여 후임 전라좌수사에 임명되었다. 이후 1592년부터 1593년까지 임진왜란에 참전하고 1593년 퇴임하였으며 1597년 순무영 체알차석사령관으로 정유재란에도 참전한 후 관직에서 퇴임하고 경상도 경주 향리로 낙향하였다.

### 만년
관직 퇴임 후 21년이 지난 1618년 안처인(安處仁)·안후인(安厚仁) 형제의 무고를 받으면서 국문을 받았지민 끝내 보방(保放) 조치 처분되었다.